# Oddział PTTK „Sudetów Wschodnich” w Prudniku
Oddział PTTK „Sudetów Wschodnich” w Prudniku – terenowa jednostka organizacyjna Polskiego Towarzystwa Turystyczno-Krajoznawczego z siedzibą przy placu Wolności 6/3 w Prudniku. Posiada osobowość prawną i własny statut, oparty na statucie zarządu głównego PTTK. Prezeską oddziału jest Barbara Drożdżowicz.

## Historia
Polskie Towarzystwo Turystyczno-Krajoznawcze utworzyło w powiecie prudnickim dwa koła: w Prudniku i Głogówku. W 1954 powstał z nich Oddział PTTK w Prudniku. Początkowo, jego działalność ograniczała się do obsługi ruchu wycieczkowo-turystycznego. Pierwszym prezesem oddziału został Aleksander Mokrski. W 1957 założono Sekcję Samochodowo-Motocyklowa, liczącą 55 członków. Rozwój prudnickiego Oddziału PTTK rozpoczął się w 1960, kiedy to powołano Komisje Turystyki Kwalifikowanej: Motorową, Górską, Kolarską, Pieszą i Narciarską. W 1967 powstał Klub Górski „Oscypek”, któremu przewodniczył Jan Roszkowski.
W latach 1973–1992, w okresie urzędowania prezes Elżbiety Zagłoba-Zygler (prawnuczka Konrada Habla) położono główny nacisk na turystykę kwalifikowaną i zdobywanie odznak turystycznych. Obok istniejącego Referatu Weryfikacyjnego Turystyki Motorowej, powołano Referat Turystyki Pieszej i Referat Turystyki Górskiej. W 1979 po raz pierwszy został zorganizowany Rajd Maluchów. 17 listopada 1979 obchodzono Jubileusz XXV-lecia Oddziału PTTK w Prudniku. Oddział został odznaczony Złotą Honorową Odznaką PTTK, a 28 kwietnia 1987 otrzymał tytuł Zasłużonego dla Miasta i Gminy Prudnik. Klub Motorowy „Zryw” przy prudnickim PTTK został wyróżniony Złotą Motorową Odznaką Turystyczną I klasy.
W 1980 nastąpiło połączenie Biura Oddziału PTTK z Głuchołazami, a następnie z Paczkowem w Międzyoddziałowe Biuro ORT PTTK. W 1990 M-BORT PTTK uległ likwidacji i tym samym zaprzestano działalności gospodarczej. 26 lipca 1991 Oddział PTTK w Prudniku uzyskał osobowość prawną w Sądzie Wojewódzkim w Opolu przez wpisanie do rejestru stowarzyszeń. Decyzją ZG PTTK zlikwidowano Zarządy Wojewódzkie PTTK. 22 listopada 1990 powołano Regionalny Ośrodek Programowy PTTK Śląska Opolskiego w Opolu, a na przewodniczącą Rady Programowej ROP-u w województwie opolskim wybrano prezes prudnickiego Oddziału PTTK – Elżbietę Zagłoba-Zygler.
Pod koniec lat 90. XX wieku rozpoczęła działalność Sekcja Kolarska, organizująca wycieczki rowerowe na terenie Polski i Czech. W dniu 31 grudnia 2003 do Oddziału PTTK w Prudniku należały 243 osoby. W marcu 2004 w Muzeum Ziemi Prudnickiej zorganizowano wystawę „50 lat PTTK na Ziemi Prudnickiej”, którą odwiedziło ponad 2000 osób.
1 lipca 2024 biuro turystów i krajoznawców oddziału zostało przeniesione z ul. Traugutta 19 do inkubatora przedsiębiorczości przy placu Wolności 6/3.

## Prezesi
- Aleksander Mokrski – 1954–1960
- Antoni Baczyński, Alojzy Sikociński, Mieczysław Papierski – 1960–1973
- Elżbieta Zagłoba-Zygler – 1973–1992
- Andrzej Polak – 1992–1997
- Józef Michalczwski – 1997–2017
- Grzegorz Polak – 2017–2022[7]
- Barbara Drożdżowicz – od 2022[8]

## Odznaki
Odznaki krajoznawcze ustanowione przez Oddział PTTK „Sudetów Wschodnich” w Prudniku:
- Odznaka Krajoznawcza Ziemi Prudnickiej[10]
- Odznaka Krajoznawcza im. Prymasa Tysiąclecia[11]
- Odznaka Krajoznawcza Wędrówki za św. Florianem[12]
- Odznaka Kolarska „W Królestwie Pradziada”[13]
- Kolarski Rajd Dookoła Ziemi Bialskiej[14]